# نریمان
نریمان نیای بزرگ رستم پهلوان اسطوره‌ای شاهنامه از نسل گرشاسپ است. از نریمان به عنوان پهلوان سرشناس خاندان سام در شاهنامه سخن رفته و این پهلوان در دژ سپید کشته شد و رستم سال‌ها بعد انتقام او را بگرفت.

## نریمان در اوستا
نیرم، در اوستا صفت جهان‌پهلوان است و این اسطوره همان نریمان پدر سام و جد رستم سیستانی است. نام نریمان از صفت «نئیرمنو»، یعنی نیرومند و نرینه پیدا شده که بعدها او را به صورت پهلوانی درآورده‌اند. صفت نئیرمنو را در اوستا به گرشاسپ دادند و همین نام است که در شاهنامه گاهی به صورت نیرم یا نریمان مشاهده می‌شود.

## نریمان در شاهنامه
نَریمان
به معنی نَرمَنِش و پهلوان ، در شاهنامۀ فردوسی، پدر سام، نیای رُستَم . از او در شاهنامه تنها هنگامی سخن رفته که زال با رستم از رفتن نریمان به دژسپند می گوید و از او می خواهد که به کوه سپند رود انتقام نیای خود را بستاند. نریمان، در زمان فریدون، مأمور گشودن دژ سپند بود، اما ساکنان دژ او را کشته بودند. سام نیز از لشکرکشی به کین خواهی پدر، پس از ماه ها و سال ها با دست خالی بازگشته بود. پس، رستم در کسوت بازرگانان و با بار نمک که خواستار فراوانی داشت به دژ رفت و انتقام گرفت و با غنیمت فراوانی بازگشت .
قوم نریمان در سرزمین سیستان سکونت داشت و نریمان یکی از پهلوانان متقدم سیستان است. منوچهر هنگام مرگ نصایحی به فرزندش نوذر نمود که در مواقع تهدید و خطر اجانب، فقط از سام فرزند نریمان کمک بجوید. «سام‌نریمان» بسیار مورد اعتماد منوچهر بود:
| که تا شاه مژگان به هم برنهاد |  | ز سام‌نریمان بسی کرد یاد    |
| چو نامه بر سام‌نیرم رسید      |  | یکی باد سرد از جگر بر کشید |

نریمان در زمان فریدون در صحنهٔ سیاسی نظامی ایران پدیدار شد، زال حادثه مرگ نریمان را هنگامی که رستم برای اوّلین بار به جنگ دشمنان می‌رفت، به او باز گفت. در جنگی بزرگ نریمان و فریدون همراه سپاهیان به محاصرهٔ قلعه‌ای سرگرم بودند که ناگهان سنگی از بالای دیوار قلعه بر سر نریمان فرود آمد و او را بکشت.

## نصیحت زال به رستم
زال با این نصایح می‌خواهد رستم را ترغیب کند تا انتقام مرگ نریمان را از سکنهٔ کشوری که قلعه غیرقابل نفوذ داشت، بگیرد.
| به خون نریمان میان را به بند |  | برو تازیان تا به کوه سپند     |
| یکی کوه بینی سر اندر سحاب    |  | که بر وی نپرّید پرّان عقاب      |
| چهارست فرسنگ بالای کوه       |  | پُر از سبزه و آب و دور از گروه |
| ...                          |  | ...                           |
| نریمان که گوی از دلیران ببرد |  | به فرمان شاه آفریدون گرد      |
| بسوی حصار اندر آورد پای      |  | در آن راه ازو گشت پردخته جای  |
| شب و روز بودی به رزم اندرون  |  | همیدون گهی چاره گاهی فسون     |
| سرانجام سنگی بینداختند       |  | جهان را ز پهلو بپرداختند      |